# Загробный мир коми
Загробный мир коми — место, куда по верованиям народов коми попадает душа после смерти. Считается, что после смерти люди в загробном мире продолжают вести обычный для них образ жизни: ходят, работают, пьют, "с жёнами играют".

## Особенность загробного мира коми
Отличительной чертой загробного мира у коми народов является то, что у них не было чёткого противопоставления ада и рая.
По быличкам коми, в посмертном существовании у праведников могли быть белые избы, в то время как у грешников — чёрные. При этом дома праведников и грешников могли находиться по соседству.
Жуткие страдания грозят самоубийцам и умершим неестественной смертью.   Они остаются там, где погибли. Проезжая мимо таких мест коми слышат свист, стоны, даже гомон, если на месте умерло несколько человек. Духи умерших могут возникнуть на месте и погнаться за ними.  
Они могут приходить во снах и жаловаться, что их жизнь превратилась в ад. Их там гоняют, кормят, не подпуская к столу, кидают еду к порогу, а некоторые утверждают, что теперь они будут гореть вечно. 
Считалось в Юсьвинском районе, что если после смерти мужика в его хозяйстве начинался ущерб, то виновна во всём его жадность. Если его не остановить, он может увести за собой в загробный мир 12 родственников. Такого мужика называли двуежилом. Для его усмирения требовалось  воткнуть ёлочку вершиной вниз в его могилу.   

## Дорога в загробный мир
Полуденный мир от загробного в мифологии коми отделён сир-ю — смоляной рекой.
Попасть в загробный мир душа может с помощью:
- переноса пауком по паутине через сир-ю;
- узкого моста или жерди, где грешник мог оступиться и упасть в смолу;
- перехода через сир-ю с помощью шеста или оглобли[3].

Также по другим быличкам загробный мир находится далеко на севере, в преисподней.
Христианизированные коми считали, что дьявол варит в кипящем котле души грешников, заменив на него образ Омоля.
По другим верованиям, райская обитель находилась высоко на железной горе, попасть на которую можно, если всю жизнь собирать остриженные ногти. Они вновь оживут и прирастут после смерти, с помощью которых можно будет взобраться в рай по отвесным и скользким скалам.
Медведь у коми-пермяков охранял мир мёртвых.